# Louis Duchemin
Pour les articles homonymes, voir Duchemin.
Louis Duchemin, né le 13 février 1782 à Laval et mort le 20 avril 1859 à Paris, est un traducteur et poète français.

## Biographie
Louis Duchemin est le fils de Jean Duchemin du Pré-Boudier, marchand, et de Gabrielle-Françoise Houllière. Il commence ses études à l'école centrale de la Mayenne et les termine au Prytanée français à Paris. Il épouse à Paris en 1811 Adèle Bergaut.
Il est présenté par François Victor Jean de Lespérut à Volney, dont il devient le secrétaire. Il est ensuite commis principal du bureau du génie au Ministère de la Guerre. 
Encouragé par René Castel, son ami, il traduit en 1826 l'Énéide, en vers français. Cette traduction effectuée sur 12 ans est encore revue par lui et parait en 1837. Duchemin publie à Lyon, en 1839, et à Paris, en 1846, après retouche de 2 400 vers, les œuvres complètes d'Horace en y supprimant les passages licencieux. Il traduit en vers de La Jérusalem délivrée en 1856.

### Sources
- Archives départementales de la Mayenne, B. 728.
- Registre paroissial de Saint-Vénérand, 1884.
- « Louis Duchemin », in Narcisse Henri François Desportes, Bibliographie du Maine (en ligne).
- Annonces de Larat, 8 septembre 1827, juillet 1838.
- Écho de la Mayenne, 9 septembre 1855.
- « Louis Duchemin », in Alphonse-Victor Angot et Ferdinand Gaugain, Dictionnaire historique, topographique et biographique de la Mayenne, Laval, Goupil, 1900-1910 [détail des éditions] (lire en ligne).